# Чжен, Виктор Анатольевич
Виктор Анатольевич Чжен (10 мая 1945, Самарканд, Узбекская ССР, СССР — 13 октября 2020, Санкт-Петербург, Россия) — советский, узбекский и российский экономист, поэт, общественный деятель, член Союза писателей России и президиума МАРИС, председатель Биржевого совета биржи «IP-MARIS», доктор экономических наук. Автор более 200 книг, монографий и научных трудов. С 1990 по 1994 год занимал пост министра промышленности Узбекской ССР, а затем Республики Узбекистан. В 1995 году назначен председателем Государственного комитета по управлению государственным имуществом и поддержке предпринимательства, заместителем премьер-министра (1995−2000), а затем советником премьер-министра Республики Узбекистан (2000).

## Биография
Виктор Чжен родился 10 мая 1945 года в Самарканде. В 1968 году окончил Самаркандский государственный университет имени Алишера Навои, получив специальность инженера-технолога. Служил в рядах Советской армии в Ленинградском военном округе. Долгое время работал на производстве и возглавлял крупные машиностроительные предприятия. Защитил кандидатскую, а затем и докторскую диссертации.
В 1990 году был назначен министром промышленности Узбекской ССР и занимал этот пост до 1994 года. В 1995 году, указом президента Республики Узбекистан Ислама Абдуганиевича Каримова, Виктор Чжен был назначен заместителем премьер-министра Республики Узбекистан, председателем Государственного комитета Республики Узбекистан по управлению государственным имуществом и поддержки предпринимательства. В 2000 году был назначен советником премьер-министра Узбекистана.
В период с 2001 по 2014 год работал генеральным директором научно-исследовательского и проектного института ОАО «ВАМИ». В период с 2001 по 2014 год возглавлял Всероссийский алюминиево-магниевый институт.
Виктор Чжен являлся членом Калифорнийской международной академии наук, был сопредседателем совета директоров «Северо-западной проектно-инжиниринговой компании».
Умер 13 октября 2020 года.

## Творчество
Виктор Анатольевич является автором более 200 монографий, книг и научных трудов. Особенный интерес вызывают написанные им книги на исторические и теолого-философские темы: «Путешествия случайного философа», «Амир Темур», «От Рюрика до Николая», «Онаон», «Библия в стихах», «Основатели религий».

## Награды
- Золотая Есенинская медаль;
- Международная премия им. В. С. Пикуля;
- Международная премия имени М. А. Шолохова;
- Медаль имени М. Ю. Лермонтова;
- Журналистская премия профессионального признания «Лучшие перья России»[6].